# Anthospermum thymoides
Anthospermum thymoides är en måreväxtart som beskrevs av John Gilbert Baker. Anthospermum thymoides ingår i släktet Anthospermum och familjen måreväxter.

## Underarter
Arten delas in i följande underarter:
- A. t. antsirabense
- A. t. thymoides